# Body Language (sång av Queen)
Body Language är en låt av det brittiska rockbandet Queen, skriven av sångaren Freddie Mercury. Låten finns med på deras tionde album Hot Space. Musikvideon finns med på DVD:n Greatest Video Hits 2, där man också kan höra Roger Taylor och Brian May prata om videon samtidigt som videon spelas.

## Medverkande
- Brian May – gitarr
- Freddie Mercury – sång, synthesizer
- Roger Taylor – trummor

## Listplaceringar
| Lista (1982)  | Topplacering |
| ------------- | ------------ |
| Nederländerna | 4            |
| Norge         | 6            |
| Nya Zeeland   | 6            |
| Sverige       | 10           |
| Österrike     | 11           |